# SpaceShip III
A SpaceShip III (SS3, também com algarismo romano III; anteriormente SpaceShipThree), é uma nave espacial proposta em meados dos anos 2000 a ser desenvolvida pela Virgin Galactic e Scaled Composites, ostensivamente para seguir a SpaceShipTwo.
A missão originalmente proposto para a SpaceShipThree em 2005 era de efetuar voo espacial orbital.
A partir de 2008, a empresa reduziu esses planos e articulou um projeto que seria de um veículo ponto-a-ponto de viajar para fora da atmosfera terrestre. A partir de 2008, o conceito da nave espacial SpaceShipThree foi concebida para a nave espacial ser usado para o transporte ponto-a-ponto através de voo espacial suborbital, por exemplo, uma viagem de duas horas (a partir de Londres para Sydney ou Melbourne).